# Dumitru Protase

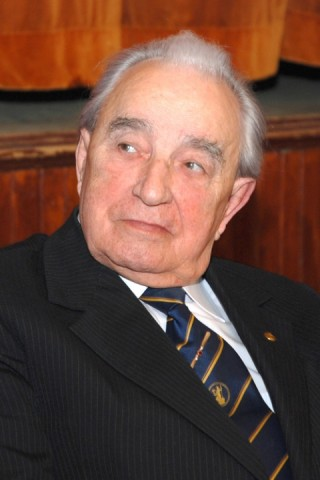
Dumitru Protase im Jahre 2011

Dumitru Protase (* 1. Februar 1926 in Mocod; † 25. April 2022 in Bistrița) war ein rumänischer Provinzialrömischer Archäologe und Althistoriker.

## Leben und Wirken
Dimitru Protase wurde 1926 in Mocod (Makendorf), einem Dorf der Gemeinde Nimigea im siebenbürgischen Kreis Bistrița-Năsăud geboren. Von 1938 bis 1946 besuchte er das Gimnaziul Grăniceresc in Năsăud (Nussdorf), das er mit besten Noten beendete. Nach dem Abschluss seines Studiums der Geschichte und Archäologie an der Fakultät der Literatur und Philosophie der dreisprachigen Babeș-Bolyai-Universität Cluj (1946 bis 1950) wurde er Wissenschaftler und Hochschullehrer am Institut der rumänischen Akademie für Geschichte und Archäologie von Cluj (Institutul de Istorie și Arheologie din Cluj al Academiei Române). 1963 wurde er in Bukarest promoviert.
Protase spezialisierte sich auf die Provinzialrömische Archäologie seines Heimatlandes und führte mehrere Ausgrabungen römischer Militäranlagen in den ehemals dakischen Provinzen durch:
- Kastell Orheiu Bistriței (Ausgrabungen 1957 bis 1960)
- Kastell Livezile (Ausgrabungen 1960 bis 1961)
- Kastell Berzovia (Ausgrabungen 1960 bis 1964)
- Kastell Surducu Mare (Ausgrabungen 1964 und 1968)
- Kastell Brâncovenești (1970 bis 1973 und 1976 bis 1982)
- Kastell Hoghiz (Ausgrabungen 1975 bis 1979).
- Kastell Ilișua (Ausgrabungen 1978 bis 1990)
- Kastell Tihău (Ausgrabungen 1994)[2]

Als Historiker beschäftigte er sich mit der Rolle der dakischen Bevölkerung in der römischen Phase sowie wie mit den Fragen von Kontinuitäten und Diskontinuitäten in den nachrömischen Epochen.
Protase starb am 25. April 2022 im Alter von 96 Jahren.

## Ehrungen
- 1966: Orden für Verdienste in der Wissenschaft
- 1974: Vasile-Parvan-Preis der Rumänischen Akademie
- 2000: Ehrenbürger der Stadt Cluj-Napoca
- 2002: Nationaler Verdienstorden mit dem Rang eines Ritters
- 2003: Ehrenmitglied der Rumänischen Akademie, Filiala Cluj-Napoca
- 2016: Ehrendoktorwürde vieler Universitäten
- 2016: Steaua Romanei Nationalorden mit dem Rang eines Ritters
- 2016: Ehrenbürger des Kreises Bistrița-Năsăud[1]

## Schriften (Auswahl)
Monographien
- Șantierul arheologic Soporul de Cîmpie (r. Turda, reg. Cluj). Editura Academiei Republicii Populare Romîne, Bucureşti 1962.
- Problema continuităţii în Dacia în lumina arheologiei şi numismaticii. Ed. Academiei, Bucureşti 1966.
- Riturile funerare la daci şi daco-romani. Ed. Academiei, Bucureşti 1971.
- Un cimitir dacic din epoca romană la Soporu de Câmpie. Contribuții la problema continuității în Dacia. Editura Academiei Republicii Socialiste Romania, Bucureşti 1976.
- Autohtonii în Dacia, vol. I, Dacia romană. Ed. Ştiinţifică şi Enciclopedică, Bucureşti 1980.
- Orizonturi daco-romane. Ed. Carpatica, Cluj-Napoca 1995.
- Autohtonii în Dacia, vol. II, Dacia postromană până la slavi. Ed. Risoprint, Cluj-Napoca 2000.
- La continuité daco-romaine (IIe–VIe). Ed. Risoprint, Cluj-Napoca 2000.

Aufsätze
- (In Zusammenarbeit): Tezaurul de monede imperiale romane de la Geomal şi invazia carpilor din anul 242 în Dacia. In: Studii Cerc. Ştiinţ. Cluj, 5, Nr. 3–4 (1954), S. 495–566.
- Cercetările arheologice din 1953 în cetatea de la Alba Iulia. In: Studii Cerc. Ist. Cluj 7, Nr. 1–4 (1956), S. 15–43.
- Tezaurul de monede romane de la Mireş (r. Dej, reg. Cluj). In: Studii Cerc. Numismat. 1 (1957), S. 149–171.
- Tezaurizarea antoninianului în Dacia. In: Studii Cerc. Numismat. 2 (1958), S. 253–268.
- Ein Grab aus dem V. Jh. aus Cepari (Transsilvanien). In: S.C.I.V. 10, Nr. 2 (1959), S. 475–483.
- Olăria dacică din castrul roman de la Orheiul Bistriţei. In: P. Muz. (1960), S. 188–194.
- Noi monumente sculpturale romane din nordul Daciei. In: Acta Mus. Reg. Apulensis 4 (1961), S. 127–144.
- Considérations sur les rites funéraires des Daces. In: Dacia 6 (1962), S. 173–198.
- La permanence des Daces dans la Dacie romaine telle qu’elle résulte de l’archéologie. In: Revue Roumaine Hist. 3, Nr. 2 (1964), S. 193–211; 4, Nr. 2, S. 207–220.
- Les trésors monétaires de la Dacie Romaine. Leur signification socio-économique. In: Congresso Internazionale di Numismatica, Roma, 11–16 settembre 1964, vol. II, Roma 1965, S. 423–432.
- (In Zusammenarbeit): Tezaurul de monede romane imperiale de la Cristeşti pe Mureş. In: Acta Mus. Napocensis 2 (1965), S. 257–268.
- (In Zusammenarbeit): Castrul roman de la Orheiul Bistriţei. In: Studii Cerc. Ist. Veche 18, Nr. 1 (1967), S. 113–121.
- Legiunea IIII Flavia la nordul Dunării şi apartenenţa Banatului şi Olteniei de vest la Provincia Dacia. In: Acta Mus. Napocensis 4 (1967), S. 47–72.
- (In Zusammenarbeit): Un castru roman de pământ la Livezile pe graniţa de nord a Daciei. In: Studii Cerc. Ist. Veche 19, Nr. 3 (1968), S. 531–540.
- Le cimetière de Soporul de Câmpie un nouveau témoignage de la présence des Daces en Dacie Romaine. In: Dacia 13 (1969), S. 291–317.
- Aşezarea şi cimitir daco-roman de la Obreja (Transilvania). In: Acta Mus. Napocensis 8 (1971), S. 135–160.
- Zur Chronologie und ethnisch-kulturellen Deutung des Friedhofes von Soporul de Câmpie (Siebenbürgen). In: Acta Mus. Napocensis 9 (1972), 525–530.
- L’établissement et le cimetière daco-romain d’Obreja (Transylvanie) et leur importance pour le problème de la continuité dans la Dacie romaine et postromaine. In: Actes du VIIIe Congrès International des Sciences Préhistoriques et Protohistoriques, tome III, Beograd, 1973, S. 214–219.
- Troupes auxiliaires originaires des provinces germaniques dans l’armée de Dacia. In Dacia 17 (1973), S. 323–328.
- Necropola oraşului Apulum. Săpăturile din anii 1970–1971. In: Apulum 12 (1974), S. 134–159.
- (In Zusammenarbeit): Castrul roman de la Brâncoveneşti în valea Mureşului. Săpăturile din anii 1970–1973. In: Marisia 5 (1975), S. 57–69.
- Castrul roman de la Surducul Mare (jud. Caraş-Severin). In: Banatica 3 (1975), S. 345–348.
- Der Forschungsstand zur Kontinuität der bodenständigen Bevölkerung im römischen Dazien (2.–3. Jh.). In: Aufstieg und Niedergang der römischen Welt II/6, Berlin-New York, 1977, S. 990–1015.
- Das Römerlager von Brâncoveneşti und seine Bedeutung für die Verteidigung der Nordostgrenze Dakiens. In: Studien zu den Militärgrenzen Roms II. Vorträge des 10. Internationalen Limes Kongresses in der Germania Inferior., Köln-Bonn 1977, S. 379–386.
- Römische Lager mit doppelten Umfassungsmauern in Dakien. In: Akten des XI. Internationalen Limes Kongresses (Székesfehérvár, 31 aug. – 6 sept. 1976), Budapest 1977, S. 303–320.
- Consideraţii privind continuitatea şi romanizarea autohtonilor în Dacia Traiană. In: M.S.I. 4 (1979), S. 9–23.
- Autochtones et Romains en Dacie. In: R.R.H. 5, Nr. 1 (1980), S. 80–100.
- Considérations sur la romanisation en Dacie. In: Marisia 10 (1980), S. 53–64.
- (In Zusammenarbeit): Inscripţii şi monumente sculptate din castrul roman de la Brâncoveneşti (jud. Mureş). In: E.N. 2 (1992), S. 95–110.
- La romanisation et la romanité en Dacie. In: 17e Congreso Internacional de Ciencias Historicas (Madrid, 1990), Madrid 1992, S. 1057–1065
- (In Zusammenarbeit): Fibule din castrul roman şi aşezarea civilă de la Ilişua (jud. Bistriţa-Năsăud). In: Revista Bistriţei VII (1993), S. 51–61.
- Castrul roman de la Tihău (jud. Sălaj) în lumina cunoştinţelor actuale. In: E.N. 4 (1994), S. 75–101.
- (In Zusammenarbeit): Castrul roman şi aşezarea civilă de la Brâncoveneşti (jud. Mureş). Săpăturile din anii 1970–1987. In: Marisia 23–24 (1994), S. 75–169.
- Procesul de romanizare şi dăinuirea romanităţii în Dacia. In: Apulum 27–30 (1994), S. 259–267.
- Une pièce paléochrétienne daco-romaine decouverte à Pălatca et le problème du christianisme chez les Goths de Transylvanie. In: A.M.N. 32, Nr. 1 (1995), S. 767–774.
- (In Zusammenarbeit): Castrul roman şi aşezarea civilă de la Ilişua (jud. Bistriţa-Năsăud). Rapoartele preliminare şi concluziile asupra săpăturilor arheologice efectuate în anii 1978–1995. In: Revista Bistriţei X–XI (1996–1997), Bistriţa 1997, S. 27–110.
- Când a căzut capitala lui Decebal în mâna romanilor? Un nou punct de vedere. In: M.S.I. 22 (1997), S. 61–70.
- Kontrollgrabungen in den Jahren 1985–86 und 1989–91 bei Moreşti (Kr. Mureş), Rumänien. In: Transsilvanica. Gedenkschrift für Kurt Horedt. Internationale Archäologie. Studia honoraria 7, Rahden 1999, S. 265–272.
- (In Zusammenarbeit): Le camp romain et l’établissement civil d’Ilişua. Le résultat des fouilles archéologiques effectuées dans le cours des années 1978-1995. In: Roman Frontier Studies, Zalău 1999, S. 415–429.
- Villa Rustica de la Dalboşeţ (judeţul Caraş-Severin). în: Nicolae Gudea (Hrsg.): Studia Archeologica et Historica. Zalău 2001, S. 237–248
- Descoperiri şi date inedite privind castrul roman de la Hoghiz. In: Studia Historica et Theologica, Iaşi, (2003), S. 125–134.

## Festschriften
Zu Dumitru Protases siebzigsten und achtzigsten Geburtstag wurden ihm zu Ehren Festschriften herausgegeben:
- Vasile Moga, Sever Dumitraşcu (Hrsg.): Din istoria Europei romane. From the history of the Roman Europe (= Universitatea din Oradea, Seria Istorie 4). Oradea 1995.
- Corneliu Gaiu, Cristian Gázdac (Hrsg.): Fontes historiae. Studia in honorem Demetrii Protase (= Biblioteca Muzeului Bistri, Seria Historica 12). Cluj-Napoca 2006, ISBN 973-8915-00-7.